# Chrysosoma impressum
Chrysosoma impressum är en tvåvingeart som beskrevs av Becker 1922. Chrysosoma impressum ingår i släktet Chrysosoma och familjen styltflugor. Inga underarter finns listade i Catalogue of Life.